# Sad Zaghlul
Sad Zaghlul (arab. سعد زغلول, Saʿd Zaḡlūl; ur. 1 lipca 1859, zm. 23 sierpnia 1927 w Kairze) – egipski polityk, premier Egiptu w 1924.
Był doświadczonym politykiem, gdy w 1918 stanął na czele ruchu dążącego uzyskania do pełnej niepodległości Egiptu. Założył partię Wafd i został jej pierwszym przywódcą. Za swe działania został przez Brytyjczyków aresztowany, a następnie zesłany na Maltę. Jego zatrzymanie wywołało falę protestów i rozruchów. Brał udział w paryskiej konferencji pokojowej.
Po uzyskaniu w 1922 przez Egipt częściowej suwerenności Wafd stał się wiodącą siłą polityczną w kraju. W 1924 wygrał wybory, a Zaghlul został premierem. Funkcję pełnił od 26 stycznia do 24 listopada 1924.